# Peter Railton
Peter Albert Railton (* 23. Mai 1950 in Elgin, Illinois) ist ein US-amerikanischer Philosoph und Hochschullehrer, der insbesondere durch sein 2003 erschienenes Buch Facts, values, and norms. Essays toward a morality of consequence bekannt wurde. Er wurde zudem 2004 Mitglied der American Academy of Arts and Sciences.

## Leben
Peter Albert Railton, Sohn von Arthur Roy Railton und Marjorie Elizabeth Marks, begann nach dem Schulbesuch zunächst ein grundständiges Studium an der Harvard University, das er 1971 mit einem Bachelor of Arts (A.B.) beendete. Nach einem postgradualem Studium der Philosophie erwarb er 1980 einen Doctor of Philosophy (Ph.D.) an der Princeton University. 
Bereits 1979 übernahm er eine Stelle als Associate Professor für Philosophie an der University of Michigan in Ann Arbor und hat dort seit 1990 die „Gregory S. Kavka“- Universitätsprofessur, die „John Stephenson Perrin“-Professur für Philosophie sowie die „Arthur F. Thurnau“-Professur inne. Daneben war er zwischen 2002 und 2005 Leiter der Abteilung Philosophie der University of Michigan in Ann Arbor. Des Weiteren engagierte er sich in der American Philosophical Association (APA), der American Society for Political and Legal Philosophy (ASPLP), der Philosophy of Science Association (PSA), der Society for Philosophy and Psychology (SPP) sowie im Council for Philosophical Studies.
Bekanntheit erreichte Railton unter anderem durch sein 2003 erschienenes Buch Facts, values, and norms. Essays toward a morality of consequence, das in die drei Kapitel Realismus über Wert und Moral, Normative Moraltheorie und Autorität von Ethik und Wert – Das Problem der Normativität unterteilt war. Darin stellt er in zwölf Essays, die zwischen 1984 und 2001 erschienen waren, dar, dass man im Alltag mit der Vorstellung, warum wir tun, was wir tun, und mit der Notwendigkeit kämpfen, unseren Handlungen Werte zuzuordnen. Durch Erfahrung und Leben scheint es danach möglich zu sein, Wissen und Verständnis für solche Dinge zu erlangen. Doch sobald wir anfangen, tiefer in die Konzepte einzutauchen, die diesen Denk- und Handlungsbereichen zugrunde liegen, stehen wir laut Railton vor einer philosophischen Enttäuschung. Im Gegensatz zur Welt der Fakten scheinen Werte und Moral unsicher, unbequem zu sein und leicht von Illusionen oder Ideologien beeinflusst zu werden. Er untersucht dabei, wie man dieselbe Objektivität und Genauigkeit auf die Bereiche Wert und Moral anwenden kann. In den in Facts, values, and norms enthaltenen Aufsätzen zeigt er, wie eine recht nüchterne, naturalistisch fundierte Sicht auf die Welt dennoch objektive Werte und moralisches Wissen beinhalten kann. Er wurde zudem 2004 Mitglied der American Academy of Arts and Sciences. Im akademischen Jahr 2022 war er Honorary Fellow und Uehiro Lecturer am Uehiro Centre for Practical Ethics der University of Oxford.
Aus seiner am 21. April 1978 geschlossenen Ehe mit Rebecca Jarvis Scott gingen zwei Söhne hervor.

## Veröffentlichungen
- Moral discourse and practice. Some philosophical approaches, Mitherausgeber Stephen Darwall, Allan Gibbard, Oxford University Press, Oxford 1996, ISBN 0-19-509669-X
- Facts, Values, and Norms. Essays Toward a Morality of Consequence, Cambridge University Press, 2003